# 24 (filme)
24 é um filme de suspense produzido na Chéquia, dirigido por David Beránek e com atuações de Jana Doležalová e Martin Trnavský.
Foi lançado pela Bontonfilm em 11 de janeiro de 2011.